# Xylokastro-Evrostini
Xylokastro-Evrostini (in greco Ξυλόκαστρο-Ευρωστίνη?) è un comune della Grecia situato nella periferia del Peloponneso (unità periferica della Corinzia) con 18.224 abitanti secondo i dati del censimento 2001
Il comune è stato istituito a seguito della riforma amministrativa detta Programma Callicrate in vigore dal gennaio 2011 che ha abolito le prefetture e accorpato numerosi comuni.